# Монгольские вторжения в Индию

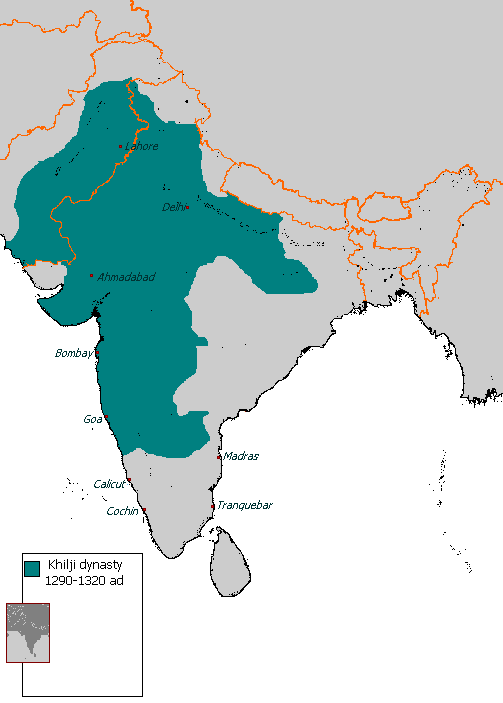
Династия Хальджи

Монгольские вторжения в Индию включали в себя ряд нападений войск Монгольской империи на Делийский султанат, произошедших в XIII веке.

## Первое вторжение
Делийский султанат был основан в 1206 году и, начиная с 1210, находился в почти непрерывных внутренних войнах. На его территорию монголы впервые вступили в 1221 году, преследуя войско правителя Хорезма Джелал ад-Дина, до этого разбившего монгольский отряд в битве при Парване. 9 декабря на реке Инд произошла битва, в которой войско Джелал ад-Дина было разгромлено. После этого монголы опустошили области Мултана, Лахора и Пешавара и покинули Индию, захватив около 10 000 пленных.

## Последующие вторжения
В 1235 монголы захватили Кашмир. В 1241 году они совершили вторжение в Индию и захватили Лахор. 
В 1246 были взяты Мултан и Уч. В 1254—1255 кашмирцы подняли восстание, которое было подавлено. После этого, по причине других целей, монголы временно прекратили крупные операции против Индии, и её правители использовали это для возвращения захваченных территорий, а также для увеличения обороноспособности. Султан Ала уд-Дин Хальджи в 1290 — 1300-х годах ввёл «мобилизационную экономику» и усилил армию, во многом по образцу монгольской организации.
В 90-х годах XIII века набеги возобновились со стороны Чагатайского улуса. В 1292 году они вторглись в Пенджаб, но авангард потерпел поражение, а от остального войска султану удалось откупиться. Позднее монголы организовали ряд вторжений в Северную Индию. В 1297 в крупном сражении у Дели монголы одержали победу над индийцами, но из-за тяжёлых потерь отступили. 
В 1299 Ала уд-Дин Хальджи совершил поход в улус. После долгого отступления, монголы атаковали и разбили часть его войск, погиб индийский генерал Зафар Хан. После этого монголы совершили быструю атаку, дошли до Дели и разорили и сам город, и его окрестности; Ала уд-Дину оставалось только отсиживаться в крепости Сири около двух месяцев. 
После этого султан построил новые укрепления и усилил армию. Однако монголам удалось в ходе очередного набега сжечь и разграбить Пенджаб и его окрестности. Но позднее таких успехов им достичь, как правило, не удавалось. 
В 1306 году под руководством Кебека ими было осуществлено вторжение. Отряд переправился через Инд около Мултана, но потерпел крупное поражение от правителя Пенджаба. В плен, по завышенным индийским данным, попало до 50 000 человек. В 1307—1308 году произошло последнее вторжение, которое также было отбито. После этого вторжения прекратились, хотя в течение XIV века ещё совершались отдельные нападения со стороны промонгольских государств.